# Ланжеронівський узвіз
Ланжеронівський узвіз — одна із вулиць Одеси, розташована в історичному центрі. Спускається від вулиці Ланжеронівської до Митної площі

## Історія

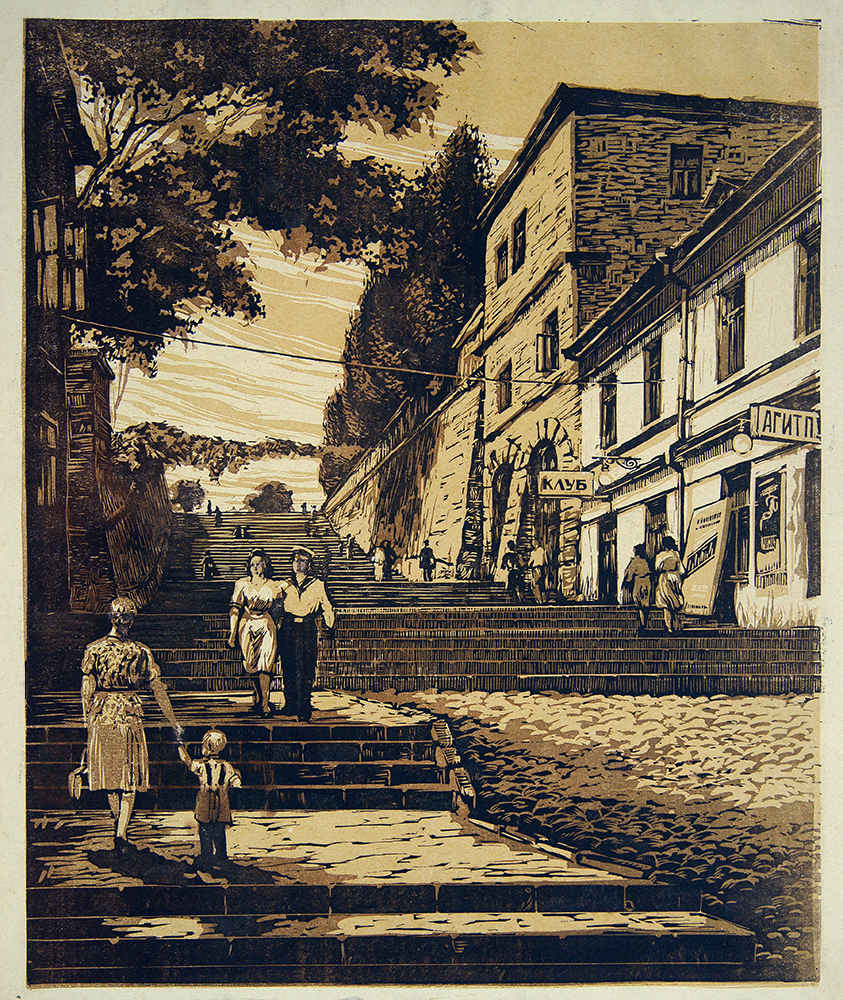
Сергій Рябченко, "Спуск Ласточкіна", папір, кольорова ліногравюра

Названий на честь Одеського градоначальника Луї Олександр Андро де Ланжерона (керував містом у 1815—1820 роках).
За радянських часів, з 1920 по 1991 роки, носив назву на честь революціонера Ласточкіна, однак із здобуттям Україною незалежності вулиці було повернено історичну назву.

## Галерея

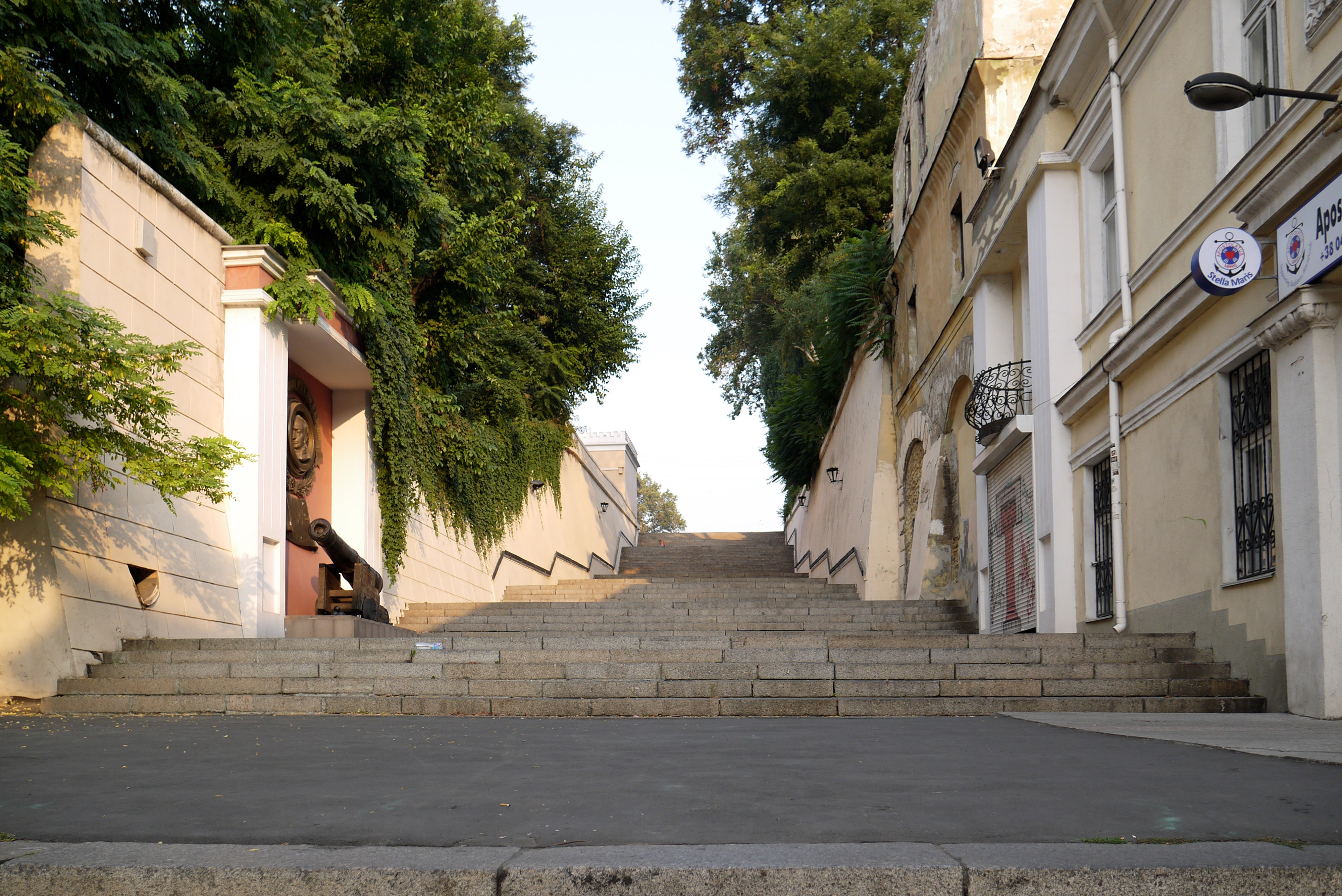
Сходи та підпірні стіни Ланжеронівський узв.
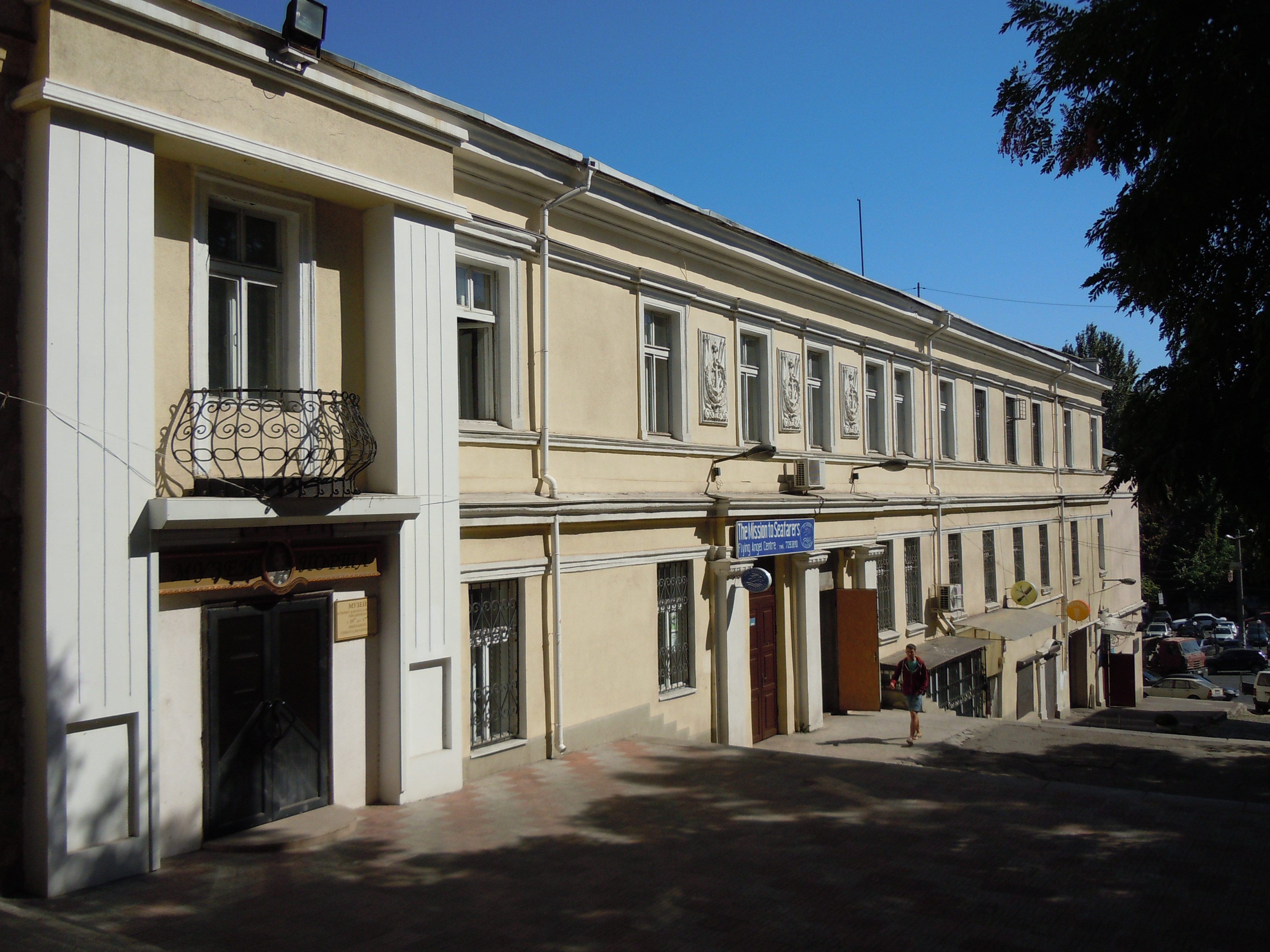
Ланжеронівський узв., 2-3
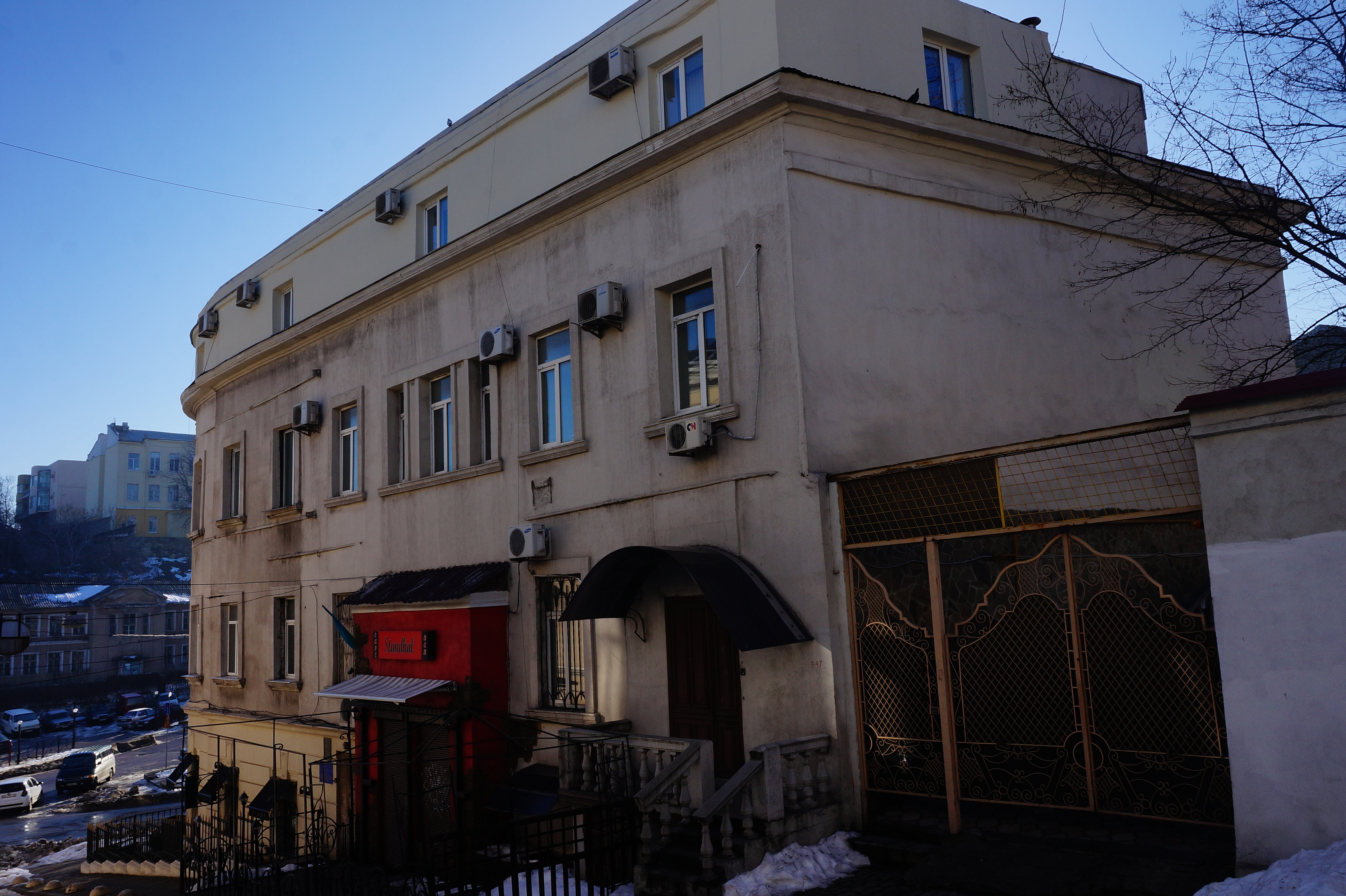
Ланжеронівський узв., 1.